# Кавказский поход калмыков
Кавказский поход калмыков — поход и разгром калмыцкого войска Хо-Урлюка кабардинскими и ногайскими отрядами в Кабарде в 1644 году. Продолжение ногайско-калмыцкой войны 1628—1634 годов.
Вытесненные калмыками из Поволжья ногайцы стали кочевать на территории Северного Кавказа. В целях преследования своих давних врагов калмыцкий тайша Лоузан (сын Хо-Урлюка), напал осенью 1643 года на ногайские кочевья мурзы Карашаима. Ногайцы отступили в верховья реки Кубань, где располагались владения кабардинского князя Шеганукова. 
В 1644 году в поход с 10-тысячным войском выступил сам главный тайши Хо-Урлюк. Войско было разделено на две равные части, одной из которых командовал внук Хо-Урлюка Даян-Эрке, а другой он сам. Даян-Эрке занял позицию близ Терского городка (устье реки Терек). Он попытался штурмовать русскую крепость, которую также обороняли подданные московского царя из числа степняков и горцев (черкесы, "окочане" и татары). Основные силы ногайцев на этом направлении отступили на юг в земли кумыков. Калмыки не стали пересекать Терек и двинулись вверх по его течению до села Эндирей. 
Главный тайши двинулся к реке Кубань. Первое сражение в степи было выиграно калмыками, но в ходе дальнейшего преследования в лесистой местности (в пределах современной Карачаево-Черкесии) они попали в кабардино-ногайскую засаду, которую усилило карачаевско-балкарско-сванское ополчение. Потери калмыков были значительны, а их предводитель Хо-Урлюк погиб. Узнав о поражении своего деда, Даян-Эрке отступил за Волгу. 